# Paolo Lugano
Paolo Lugano (Asti, 26 maggio 1912 – Amba Tigris, 4 settembre 1937) è stato un militare italiano, decorato di medaglia d'oro al valor militare alla memoria nel corso delle operazioni di controguerriglia in Africa Orientale Italiana.

## Biografia
Nacque ad Asti il 26 maggio 1912, figlio di Enrico e Luisa Isnardi. Arruolatosi nel Regio Esercito, il 29 ottobre 1931 iniziò a frequentare la Regia Accademia Militare di Fanteria e Cavalleria di Modena dalla quale uscì il 1 ottobre 1933 assegnato all'arma di fanteria, corpo dei bersaglieri, in forza al 4º Reggimento bersaglieri. Promosso tenente il 1º ottobre 1935, nell'aprile dell’anno successivo fu trasferito in servizio nel Regio corpo truppe coloniali della Libia. Sbarcato a Bengasi il 20 aprile entrò in servizio nella 4ª Compagnia mitraglieri del XLIV Battaglione eritreo. Inviato in Africa Orientale Italiana si imbarcò con il suo reparto a Tobruk l'8 ottobre 1936 sbarcando a Massaua, in Eritrea, il 17 dello stesso mese. Cadde in combattimento ad Amba Tigris il 4 settembre 1937 nel corso delle operazioni di controguerriglia, e fu decorato con la medaglia d'oro al valor militare alla memoria.

### Fonti
1. 1 2 3 4 5  Combattenti Liberazione.
2. 1 2  Gruppo Medaglie d'Oro al Valor Militare 1965, p. 254.
3. ↑  Registrato alla Corte dei conti lì 7 agosto 1939, registro 6 Africa Italiana, foglio 326.
4. ↑   LUGANO Paolo, Medaglia d'oro al valor militare, su Sito della Presidenza della Repubblica.